# Hrabstwo Linn (Kansas)

Piramida wieku hrabstwa

Hrabstwo Linn – hrabstwo położone w USA w stanie Kansas z siedzibą w mieście Mound City. Założone 26 lutego 1867 roku.

## Miasta
- Pleasanton
- La Cygne
- Mound City
- Linn Valley
- Parker
- Blue Mound
- Prescott

## Sąsiednie Hrabstwa
- Hrabstwo Miami
- Hrabstwo Bates
- Hrabstwo Vernon
- Hrabstwo Bourbon
- Hrabstwo Allen
- Hrabstwo Anderson
- Hrabstwo Franklin